# Upplands runinskrifter 1140
Upplands runinskrifter 1140 är en vikingatida runsten av gråröd granit i Burunge, Vendels socken och Tierps kommun. 
Stenen är 2,5 meter hög och 0,8 meter bred. Runhöjden är 5-7,5 centimeter.

## Inskriften
Translitterering av runraden:
fastkaiʀ fastlauk at sun sin litu (h)akua at nefkair
Normalisering till runsvenska:
Fastgæiʀʀ, Fastlaug at sun sinn letu haggva, at Næfgæiʀ.
Översättning till nusvenska:
Fastger (och) Fastlög efter sin son läto hugga, efter Nävger.
Fastger och Fastlög är Nävgers far respektive mor. Inskriften är ovanligt formulerad, troligen för att ge en högtidlig prägel.